# قسم شريف آباد الريفي (مقاطعة ألبرز)
قسم شريف آباد الريفي (بالفارسية: دهستان شريف آباد) هي منطقة ريفية في ناحية محمدية التابعة لمقاطعة ألبرز في محافظة قزوين في إيران في تعداد عام 2006 بلغ عدد سكانها 16988 نسمة في 4,367 أسرة. يتبع المنطقة الريفية 3 قرى.